# Hozan Diyar

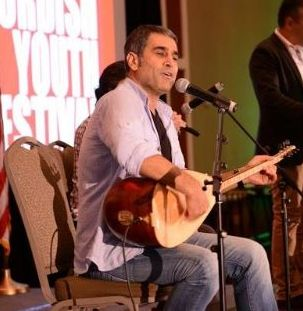
Diyar (2014)

Hozan Diyar (Mazgirt, Tunceli, 1 december 1966) is een van de bekendste Koerdische zangers van pop- en folkmuziek.
Zijn leven begon in Tunceli, Koerdistan, waar hij op 3-jarige leeftijd naar Elazığ verhuisde, weg van het platteland naar het stadsleven. Hier was echter na een bepaalde tijd ook geen werk meer voor zijn vader en dus emigreerde de hele familie in 1988 naar Berlijn, Duitsland. Hier sloot Hozan Diyar zich aan bij de Koerdische muziekgroep Koma Berxwedan, waar hij zanger werd. Na twee jaar verliet hij de groep en bracht hij zijn eerste soloalbum uit: Bilbilo.
Hij is samen met de Koerdische zangeres Deniz Deman.